# Timbaland & Magoo
Timbaland & Magoo är en rapduo bestående av producenten/rapparen Timbaland och rapparen Magoo.

## Diskografi

### Album
| År   | Album                                                                                   | Listpositioner | Listpositioner | Försäljning och certifieringar |
| År   | Album                                                                                   | USA            | GER            | Försäljning och certifieringar |
| ---- | --------------------------------------------------------------------------------------- | -------------- | -------------- | ------------------------------ |
| 1997 | Welcome to Our World - 1:a studioalbumet - Släppt: 28 oktober 1997 - Format: CD         | 33             | –              | RIAA-certifiering: Platinum    |
| 2001 | Indecent Proposal - 2:a studioalbumet - Släppt: 20 november 2001 - Format: CD           | 29             | –              |                                |
| 2003 | Under Construction, Part II - 3:e studioalbumet - Släppt: 18 november 2003 - Format: CD | 50             | 75             |                                |
| 2004 | The Best Of - 1:a samlingsalbumet - Släppt: 8 november 2004 - Format: CD                | –              | –              |                                |
| 2005 | Present - 2:a samlingsalbumet - Släppt: 14 mars 2005 - Format: CD + DVD                 | –              | –              |                                |

### Singlar
| År   | Sång                                                   | Listpositioner | Listpositioner | Listpositioner | Listpositioner | Listpositioner | Album                            |
| År   | Sång                                                   | USA            | USA R&B        | UK             | IRL            | AUS            | Album                            |
| ---- | ------------------------------------------------------ | -------------- | -------------- | -------------- | -------------- | -------------- | -------------------------------- |
| 1997 | "Up Jumps da Boogie" (feat. Missy Elliott och Aaliyah) | 12             | 4              | –              | –              | –              | Welcome to Our World             |
| 1998 | "Luv 2 Luv U" (feat. Shaunta och Playa)                | –              | –              | –              | –              | –              | Welcome to Our World             |
| 1998 | "Clock Strikes" (feat. Mad Skillz)                     | 37             | 24             | –              | –              | –              | Welcome to Our World             |
| 1998 | "Here We Come" (feat. Missy Elliott)                   | 92             | –              | –              | –              | –              | Tim's Bio: Life from da Bassment |
| 2000 | "We At It Again"(feat. Sebastian och Static)           | –              | –              | –              | –              | –              | Romeo Must Die                   |
| 2001 | "Drop" (feat. Fatman Scoop)                            | –              | 105            | –              | –              | –              | Indecent Proposal                |
| 2001 | "All Y'all" (feat. Tweet och Sebastian)                | –              | –              | –              | –              | –              | Indecent Proposal                |
| 2003 | "Cop That Shit" (feat. Missy Elliott)                  | 95             | 49             | 22             | 39             | 34             | Under Construction, Part II      |
| 2003 | "Indian Flute" (feat. Sebastian och Raje Shwari)       | –              | 73             | –              | –              | –              | Under Construction, Part II      |